# Dar Tucker
Dar Tucker, né le 11 avril 1988 à Saginaw (Michigan), est un joueur américano-jordanien de basket-ball. Il évolue au poste d'ailier.

## Distinctions personnelles
- Vainqueur du concours de dunks du All-Star Game LNB 2011 au palais omnisports de Paris-Bercy.